# 2. ŽNL Splitsko-dalmatinska 2014./15.
Ovaj članak je podtema članka: 5. rang HNL-a 2014./15.#2. ŽNL Splitsko-dalmatinska

2. ŽNL Splitsko-dalmatinska u sezoni 2014./15. je predstavljala drugi stupanj županijske lige u Splitsko-dalmatinskoj županiji, te ligu petog ranga hrvatskog nogometnog prvenstva. Sudjelovalo je osam klubova, a prvak je bio Glavice. 

## Sustav natjecanja
Osam klubova je igralo četverokružnim liga-sustavom (28 kola).

## Momčadi
- Adriatic – Split
- Glavice – Glavice
- Hvar – Hvar
- Jadran – Supetar
- Poljičanin 1921 – Srinjine
- Trogir 1912 – Trogir
- Vis – Vis
- Vrlika – Vrlika

## Ljestvica
| Poz. | Momčad          | U  | P  | N | I  | G+ | G–  | G+/– | Bod. | Nastavak natjecanja ili ispadanje |
| ---- | --------------- | -- | -- | - | -- | -- | --- | ---- | ---- | --------------------------------- |
| 1.   | Glavice (P)     | 28 | 20 | 7 | 1  | 72 | 14  | +58  | 67   | 1. ŽNL                            |
| 2.   | Hvar            | 28 | 20 | 5 | 3  | 77 | 27  | +50  | 65   | 1. ŽNL                            |
| 3.   | Poljičanin 1921 | 28 | 13 | 5 | 10 | 55 | 46  | +9   | 44   |                                   |
| 4.   | Adriatic        | 28 | 10 | 7 | 11 | 47 | 40  | +7   | 37   |                                   |
| 5.   | Jadran Supetar  | 28 | 10 | 6 | 12 | 52 | 46  | +6   | 36   |                                   |
| 6.   | Trogir 1912     | 28 | 10 | 3 | 15 | 57 | 66  | −9   | 33   |                                   |
| 7.   | Vrlika          | 28 | 8  | 5 | 15 | 44 | 61  | −17  | 29   |                                   |
| 8.   | Vis             | 28 | 2  | 0 | 26 | 15 | 119 | −104 | 6    |                                   |

## Rezultatska križaljka
| kratica | klub                     | ADR | GLA | HVAR | JAD | POLJ | TRO | VIS | VRL |
| --- | ------------------------ | --- | --- | ---- | --- | ---- | --- | --- | --- |
| ADR | Adriatic Split           |     |     |      |     |      |     |     |     |
| GLA | Glavice                  |     |     |      |     |      |     |     |     |
| HVAR | Hvar                     |     |     |      |     |      |     |     |     |
| JAD | Jadran Supetar           |     |     |      |     |      |     |     |     |
| POLJ | Poljičanin 1921 Srinjine |     |     |      |     |      |     |     |     |
| TRO | Trogir 1912              |     |     |      |     |      |     |     |     |
| VIS | Vis                      |     |     |      |     |      |     |     |     |
| VRL | Vrlika                   |     |     |      |     |      |     |     |     |
| |                          |     |     |      |     |      |     |     |     |
| podebljan rezltat - utakmice od 1. do 7., te od 15. do 21. kola (1. i 3. utakmica između klubova) rezultat normalne debljine - utakmice od 8. do 14., te od 22. do 28. kola (2. i 4. utakmica između klubova) rezultat nakošen - nije vidljiv redoslijed odigravanja međusobnih utakmica iz dostupnih izvora rezultat nakošen i smanjen * - iz dostupnih izvora nije uočljiv domaćin susreta prekrižen rezultat - poništena ili brisana utakmica p - utakmica prekinuta 3:0 p.f. / 0:3 p.f. - rezultat 3:0 bez borbe |                          |     |     |      |     |      |     |     |     |

## Vanjske poveznice
- Nogometni savez Županije Splitsko-dalmatinske